# Ziua de după ziua când au venit marțienii
„Ziua de după ziua când au venit marțienii” (în engleză „The Day After the Day the Martians Came”) este o povestire științifico-fantastică din 1967 scrisă de Frederik Pohl. A apărut prima dată în 1967 în volumul Viziuni periculoase (în engleză Dangerous Visions) editat de Harlan Ellison. În limba română volumul și povestirea au apărut la Editura Trei, în anul 2013.

## Prezentare
Povestirea arată modul în care oamenii pot (și vor) să râdă (și să urască) orice grup minoritar.
„Ziua de după ziua când au venit marțienii” se concentrează asupra unui grup de reporteri într-un bar, la scurt timp după ce oamenii au făcut primul contact cu marțienii. Reporterii își pierd timpul reinterpretând glume de genul „Polack cel tâmpit” în glume de genul „marțian tâmpit”.

## Adaptare
Povestirea "The After After Day The Martians Came" a fost adaptată de Marvel Comics în Worlds Unknown numărul 1 din mai 1973, bandă desenată ilustrată de Ralph Reese.

## Legături externe
- en  Istoria publicării lucrării Ziua de după ziua când au venit marțienii la Internet Speculative Fiction Database
- „Ziua de după ziua când au venit marțienii” la NooSFere

## Vezi și
- 1967 în științifico-fantastic